# Регіональний метаморфізм
Регіональний метаморфізм (рос. региональный метаморфизм, англ. regional metamorphism; нім. regionaler Metamorphismus m) — сукупність метаморфічних змін гірських порід, які обумовлені одностороннім та гідростатичним тиском, температурою та, меншою мірою, дією глибинних розчинів; ці фактори проявляються на великих просторах у зв'язку з опусканням поверхневих гірських порід в глибинні зони земної кори.
Регіональний метаморфізм характеризується трьома стадіями зміни порід:
1.	Перша стадія (низький ступінь) відповідає слабкій зміні порід. Такі зміни відбуваються за помірних температур близько 5000С і тисках, що не перевищують 5000 атм. В цих умовах механічні процеси превалюють над хімічними настільки, що у метаморфізованих породах можуть ще залишатися мінерали, які вміщують воду.
2.	Друга стадія (середній ступінь) метаморфізму, або мезометаморфізм, характеризується температурами від 500 до 10000С і тисками від 5000 до 10000 атм. Цій стадії відповідає повне зневоднення мінералів. 
3.	Третя стадія (найважливіший ступінь) метаморфізму, або катаметаморфізм, характеризується температурами більшими за 1000ºС і тисками, що перевищують 10000 атм. При цьому гідростатичний тиск суттєво зростає, а хімічна дія на гірські породи перевищує механічну. Кристалізація мінералів повна.

## Продукти регіонального метаморфізму
Продукти регіонального метаморфізму — амфіболіти, філіти, ґнейси, магматити тощо.

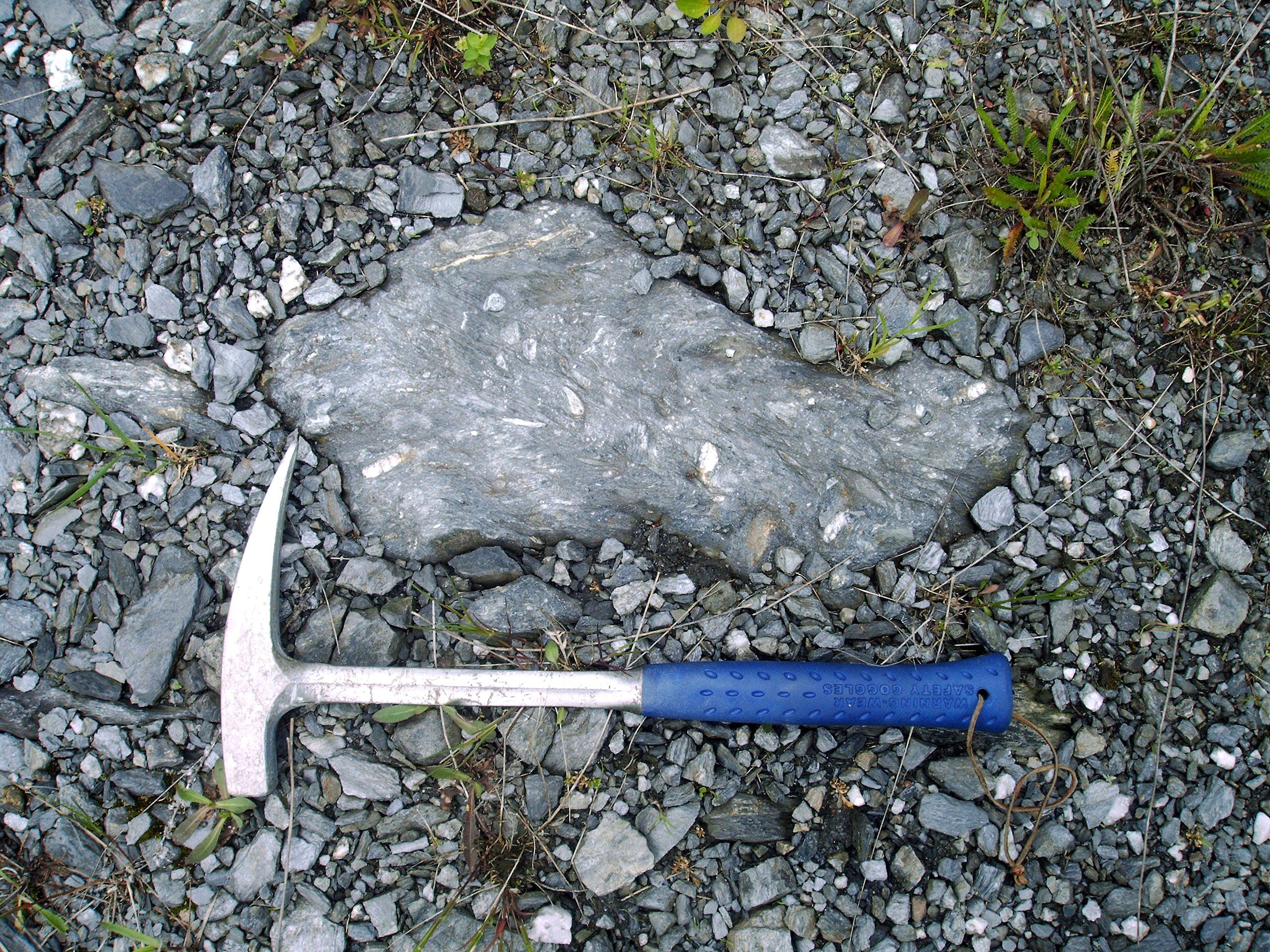
Метаконгломерат в епізоні
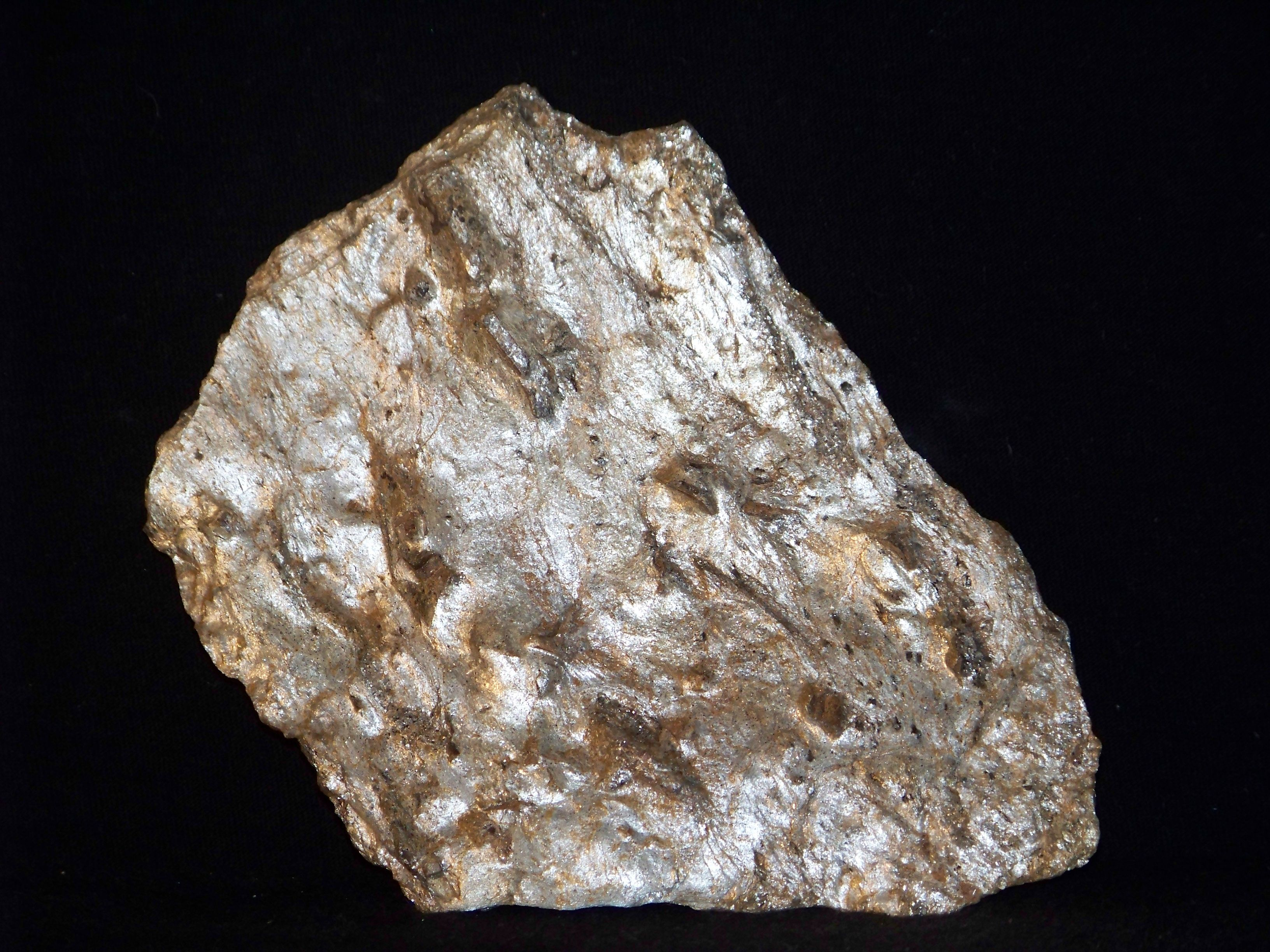
Слюда серицитизована в епізоні
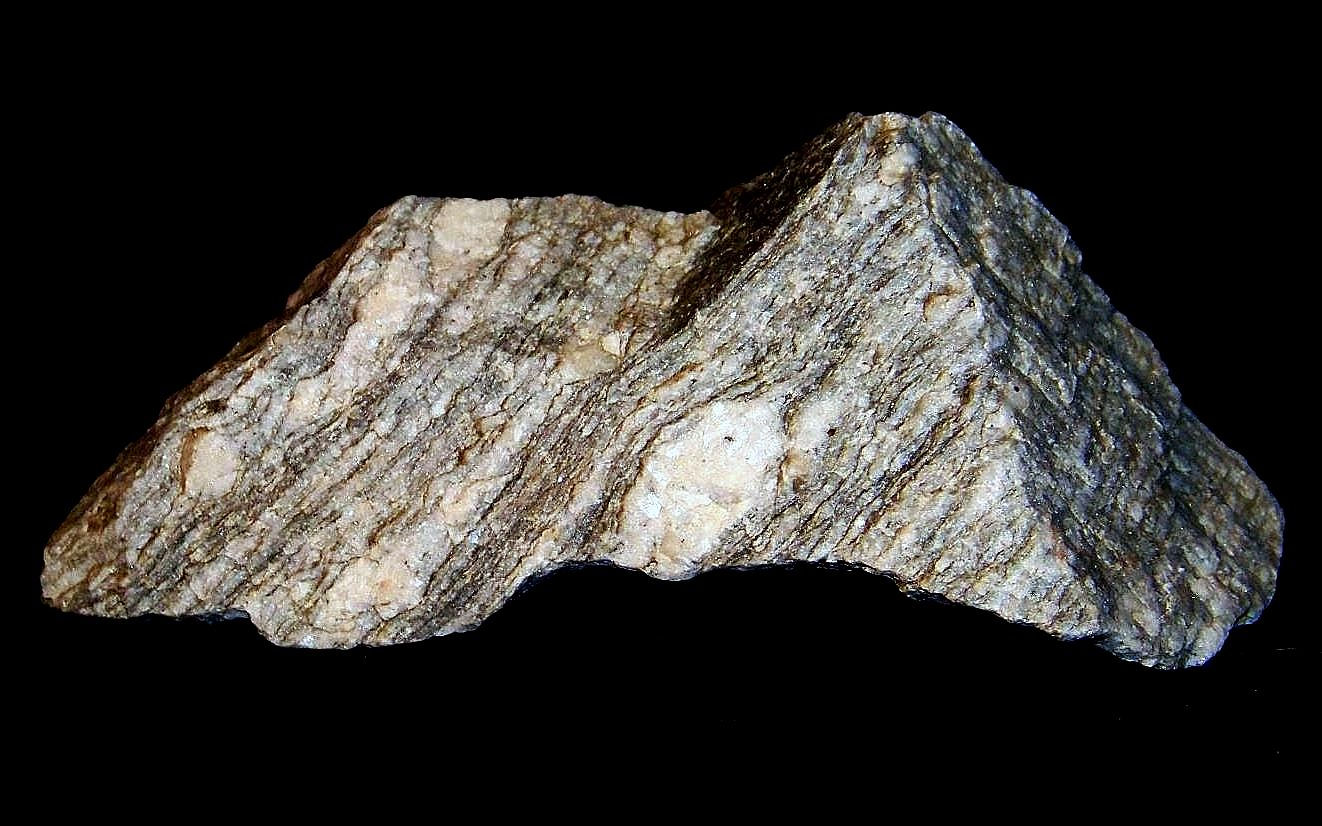
Гнейс у мезозоні
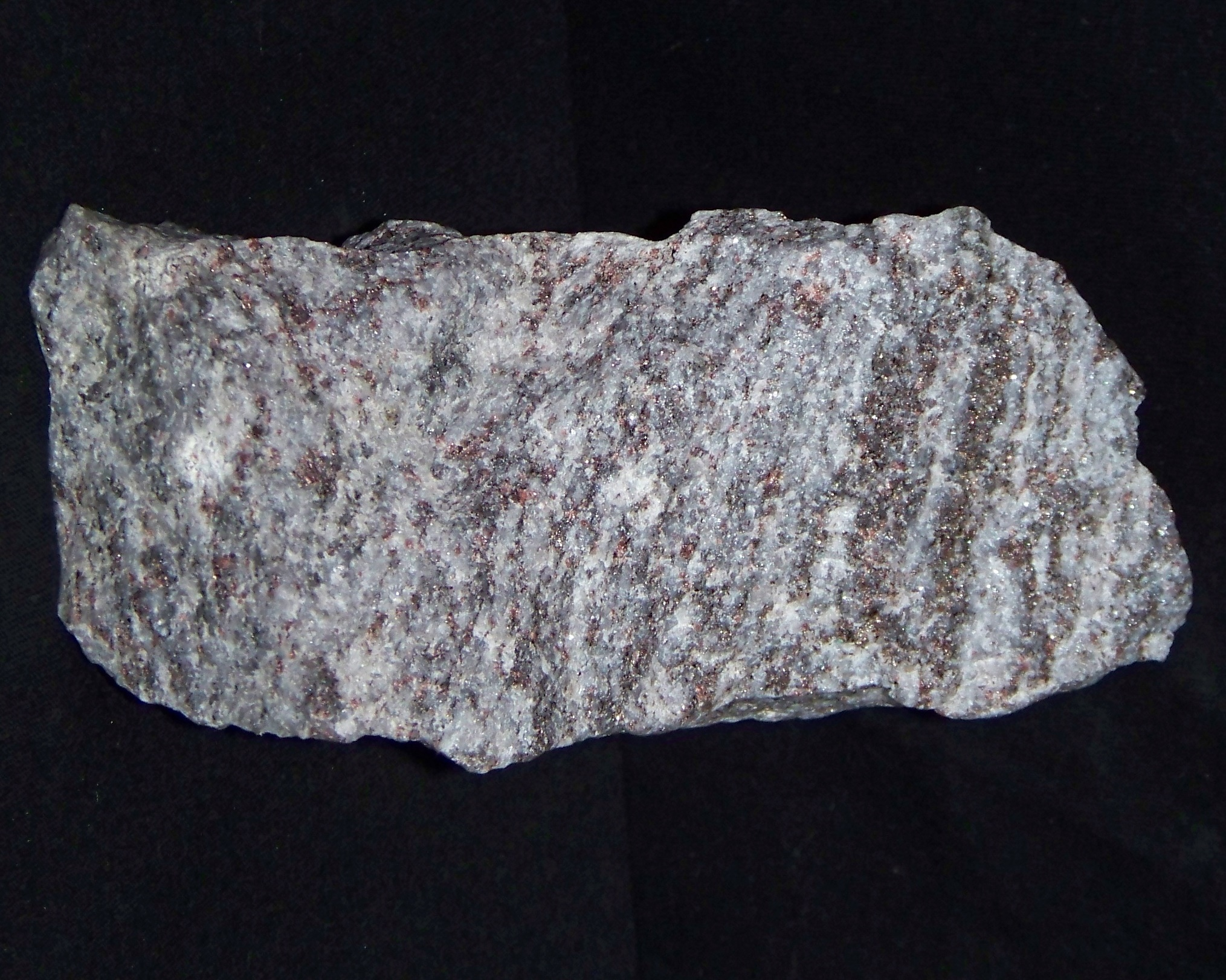
Грануліт в катазоні